# Eldar Nebolsin
Eldar Nebolsin est un pianiste international né à Tachkent, en RSS d'Ouzbékistan (Union soviétique), le 24 décembre 1974.
Formé notamment par Dimitri Bashkirow à Madrid, à l'École supérieure de musique Reine-Sophie, il a été lauréat de plusieurs compétitions, en particulier le concours international de Santander, et premier prix du Concours Sviatoslav Richter en 2005.
Il a effectué des enregistrements produits par de grands labels et mène une carrière internationale
de concertiste.

## Discographie (partielle).
- Chopin, Allegro de Concert, op. 46, Sonate n° 3 op. 58, Valse op. 70 n° 3, Grande Valse op. 42 ; Liszt, Rhapsodie hongroise n° 12, Après une Lecture de Dante, Eldar Nebolsin (piano) - Decca
- Chopin, Concertos pour piano, Vladimir Ashkenazy (chef d'orchestre), Eldar Nebolsin (piano) - Decca
- Chopin, Concerto pour piano No. 1 / Fantasy on Polish Airs / Rondo à la krakowiak, Antoni Wit (chef d'orchestre) - Naxos
- Chopin, Concerto pour piano No. 2 / Variations sur Là ci darem la mano Don Giovanni / Andante spianato et Grande polonaise brillante, Antoni Wit (chef d'orchestre) - Naxos
- Prokofiev, Œuvres pour violon et piano, Eldar Nebolsin (piano), Latica Honda-Rosenberg (violon), Oehms Records